# Бургуджии
 Тази статия е за циганската група в Северна България.  За групите цигани йерлии вижте Бургуджии (пояснение).  
Бургуджиите са етническа група, част от циганите в България.
Традиционно, а до голяма степен и в наши дни, бургуджиите се занимават с металообработване – железарство, ковачество, ножарство – като в миналото водят номадски живот, пътувайки из страната в катуни от 5 – 6 каруци, водени от специално избран черибашия. Те усядат в средата на XX век, като се концентрират около няколко селища в Северна България – Варна, Шумен, Русе, Левски, Павликени, Ветово (наричано понякога тяхна столица).